# Championnat de Belgique de football de deuxième division 2008-2009
 (mars 2024).
Navigation
Saison précédente Saison suivante
Le Championnat de Belgique de football de deuxième division 2008-2009 est la quatre-vingt-douzième édition du Championnat de Belgique de football de deuxième division.

## Clubs présents pour la saison 2008-2009
| 2007-2008       | Club                   | Ville                | Entraîneurs                             |
| --------------- | ---------------------- | -------------------- | --------------------------------------- |
| D1 (17e)        | Saint-Trond VV         | Saint-Trond          | Guido Brepoels                          |
| D1 (18e)        | FCM Brussels           | Molenbeek-Saint-Jean | Wachel                                  |
| 3               | Oud-Heverlee Louvain*  | Louvain              | Marc Wuyts Jean-Pierre Van de Velde     |
| 4               | KVSK United*           | Lommel               | Franky van der Elst                     |
| 5               | Royal Antwerp FC*      | Anvers               | Ratko Svilar                            |
| 6               | Royal Excelsior Virton | Virton               | Sébastien Grandjean                     |
| 7               | Lierse SK              | Lierre               | Herman Helleputte                       |
| 8               | VW Hamme               | Hamme                | Frederik De Winne                       |
| 9               | KSK Beveren            | Beveren              | Alexandre Czerniatynski                 |
| 10              | KVK Tirlemont          | Tirlemont            | Daniel Nassen                           |
| 11              | Olympic Charleroi      | Charleroi            | Yves Soudan                             |
| 12              | RFC Tournai            | Tournai              | Gerrit Laverge                          |
| 13              | AS Eupen               | Eupen                | Dany Ost                                |
| 14              | Red Star Waasland      | Saint-Nicolas        | Bart De Roover                          |
| 15              | KMSK Deinze            | Deinze               | René Verheyen                           |
| 16              | KV Ostende             | Ostende              | Jean-Pierre Van de Velde Thierry Pister |
| D3B (1er)       | RFC de Liège           | Liège                | Raphaël Quaranta                        |
| D3A (1er)       | KSK Renaix             | Renaix               | Bart Van Renterghem                     |
| D3 (tour final) | Union Royale Namur     | Namur                | Georges Heylens                         |

* Perdants du tour final D2 2007-08

## Déroulement de la saison

### Réforme du championnat
À la fin de la saison 2007-08, le 17 mai 2008, un plan de réforme du championnat de D1 a été adopté par l'Union belge. Outre des playoffs en D1 en 2010, le plan prévoit de faire passer la D1 à 16 clubs au lieu de 18. Pour ce faire, au terme de la saison 2008-09, le champion de D2 montra en D1. les deux derniers clubs de D1 (17e et 18e) descendront en D2. Un tour final qualificatif opposera les clubs de D2 classés de la 2e à la 5e place. Les deux premiers de ce tour qualificatif prendront ensuite part à un tour final national incluant également les 15e et 16e de D1. Le vainqueur de ce tour final jouera la saison 2009-10 en D1. Cette réforme, influençant inévitablement le système de relégations et de promotions vers et depuis les divisions inférieures a été voté sans l'accord des clubs de D2. Certains de ces clubs et La Ligue nationale (formée par les 19 clubs de D2) avaient porté plainte car cette réforme a de fortes conséquences pour la D2. À la suite d'un premier rejet de la plainte en première instance durant l'été 2008, la cour d'appel de Bruxelles a confirmé cette décision en janvier 2009. La réforme du championnat sera donc appliquée.

## Classement
| Rang | Équipe                            | Pts | J  | G  | N  | P  | Bp | Bc | Diff |
| ---- | --------------------------------- | --- | -- | -- | -- | -- | -- | -- | ---- |
| 1    | Saint-Trond VV R                  | 80  | 36 | 24 | 8  | 4  | 72 | 29 | +43  |
| 2    | Lierse SK                         | 75  | 36 | 22 | 9  | 5  | 75 | 40 | +35  |
| 3    | Royal Antwerp FC (TF)             | 61  | 36 | 17 | 10 | 9  | 55 | 32 | +23  |
| 4    | KV Red Star Waasland              | 55  | 36 | 16 | 7  | 13 | 56 | 48 | +8   |
| 5    | RFC Tournai                       | 54  | 36 | 14 | 12 | 10 | 53 | 41 | +12  |
| 6    | KVK Tirlemont                     | 53  | 36 | 14 | 11 | 11 | 58 | 49 | +9   |
| 7    | KV Ostende                        | 53  | 36 | 13 | 14 | 9  | 54 | 51 | +3   |
| 8    | KSK Renaix P                      | 52  | 36 | 15 | 7  | 14 | 54 | 52 | +2   |
| 9    | KVSK United (TF)                  | 51  | 36 | 14 | 9  | 13 | 48 | 38 | +10  |
| 10   | FC Molenbeek Brussels Strombeek R | 49  | 36 | 12 | 13 | 11 | 50 | 37 | +13  |
| 11   | RFC de Liège P                    | 48  | 36 | 11 | 15 | 10 | 49 | 48 | +1   |
| 12   | Oud-Heverlee Louvain (TF)         | 46  | 36 | 12 | 10 | 14 | 46 | 48 | -2   |
| 13   | KSK Beveren                       | 45  | 36 | 11 | 12 | 13 | 47 | 57 | -10  |
| 14   | AS Eupen                          | 43  | 36 | 12 | 7  | 17 | 47 | 63 | -16  |
| 15   | Olympic Charleroi                 | 39  | 36 | 10 | 9  | 17 | 48 | 65 | -17  |
| 16   | Royal Excelsior Virton            | 39  | 36 | 9  | 12 | 15 | 46 | 58 | -12  |
| 17   | VW Hamme                          | 36  | 36 | 9  | 9  | 18 | 48 | 64 | -16  |
| 18   | KMSK Deinze                       | 36  | 36 | 7  | 15 | 14 | 46 | 65 | -19  |
| 19   | Union Royale Namur                | 13  | 36 | 2  | 7  | 27 | 22 | 89 | -67  |

|      | Champion et promotion en D1                          |
|      | Qualification pour les barrages de promotion (2e-5e) |
|      | Barrages de maintien (15e-17e)                       |
|      | Relégation en D3 (18e et 19e)                        |
| R    | Relégué de D1 2007-2008                              |
| (TF) | Participant du tour final 2007-2008                  |
| P    | Promu de D3 2007-2008                                |

## Meilleurs buteurs
| Rang | Nom                | Nationalité | Équipe               | Buts |
| ---- | ------------------ | ----------- | -------------------- | ---- |
| 1er  | Hervé Ndjana Onana | Cameroun    | KV Red Star Waasland | 25   |
| 2e   | Jürgen Cavens      | Belgique    | Lierse SK            | 22   |
| 3e   | Ibrahim Sidibe     | Sénégal     | Saint-Trond VV       | 21   |
| 4e   | Emmanuel Kenmogne  | Cameroun    | Royal Antwerp FC     | 18   |
| 5e   | Jeroen Ketting     | Pays-Bas    | KVSK United          | 17   |
| 5e   | Tomasz Radzinski   | Canada      | Lierse SK            | 17   |

## Promotions et relégations pour 2009-2010
Est promu en D1:
- Saint-Trond VV, champion de D2

Sont relégués en D2:
- AFC Tubize (17e de D1, relégation immédiate)
- RAEC Mons (18e de D1, relégation immédiate)
- FCV Dender EH (15e de D1, perdant du tour final de D2)

Sont promus en D2:
- KS Wetteren, champion de D3A
- KV Turnhout, champion de D3B
- Royal Boussu Dour Borinage, vainqueur du tour final de D3

Sont relégués en D3:
- KMSK Deinze (18e, relégation immédiate)
- Union Royale Namur (19e, relégation immédiate)
- Olympic Charleroi (15e, perdant du tour final de D3)
- Royal Excelsior Virton (16e, perdant du tour final de D3)
- VW Hamme (17e,perdant du tour final de D3)

## Tour final D2
Les deuxième, troisième, quatrième et cinquième du championnat sont répartis par tirage au sort en deux matches, joués par aller et retour, attribuant le match retour au terrain du club le mieux placé au classement du championnat.
Les deux perdants restent en division 2 nationale.
| Equipe locale             | Equipe visiteuse     | Score | Buts                                         |
| Matchs allers 09/05/2009  |                      |       |                                              |
| KV Red Star Waasland      | Lierse SK            | 1-1   | Wahed, Dressen(auto-goal)                    |
| RFC Tournai               | Royal Antwerp FC     | 0-0   |                                              |
| Matchs retours 16/05/2009 |                      |       |                                              |
| Lierse SK                 | KV Red Star Waasland | 3-2   | Cavens, Bourabia, Radzinski, Onana, Nikolic. |
| Royal Antwerp FC          | RFC Tournai          | 2-0   | Pivaljevic, Kenmogne.                        |

Lierse SK et Royal Antwerp FC participeront au tour final pour une éventuelle montée en Division 1.

## Tour final national
Opposant les deux vainqueurs du tour final D2 aux 15e et 16e de D1.
| Equipe locale                | Equipe visiteuse | Score | Buts                                                                 |
| Première journée 24/05/2009  |                  |       |                                                                      |
| Royal Antwerp FC             | KSV Roulers      | 1 - 3 | Mirvic (0-1), Benjelloun (0-2 et 0-3), Kenmogne (1-3)                |
| FCV Dender EH                | Lierse SK        | 1 - 1 | Bojovic (0-1), Sylla (1-1)                                           |
| Deuxième journée 28/05/2009  |                  |       |                                                                      |
| Lierse SK                    | Royal Antwerp FC | 0 - 0 |                                                                      |
| KSV Roulers                  | FCV Dender EH    | 0 - 0 |                                                                      |
| Troisième journée 31/05/2009 |                  |       |                                                                      |
| KSV Roulers                  | Lierse SK        | 1 - 0 | Benjelloun (1-0)                                                     |
| Royal Antwerp FC             | FCV Dender EH    | 0 - 2 | Aganovic (0-1), Destorme (0-2)                                       |
| Quatrième journée 04/06/2009 |                  |       |                                                                      |
| Lierse SK                    | KSV Roulers      | 1 - 3 | MacDonald (0-1), Benjelloun (0-2), Cavens (1-2), Benjelloun (1-3)    |
| FCV Dender EH                | Royal Antwerp FC | 1 - 2 | Saintini (1-0), Kenmogne (1-1), Fränkel (1-2)                        |
| Cinquième journée 07/06/2009 |                  |       |                                                                      |
| Lierse SK                    | FCV Dender EH    | 2 - 1 | Nedzipi (1-0), Wahed (2-0), Pever (2-1)                              |
| KSV Roulers                  | Royal Antwerp FC | 4 - 2 | MacDonald (1-0, 2-1, 3-1), Setti (1-1), Tanghe (4-1), Kenmogne (4-2) |
| Sixième journée 11/06/2009   |                  |       |                                                                      |
| FCV Dender EH                | KSV Roulers      | 3 - 2 | Aganovic (1-0 et 2-0), Ben (3-0), Ternest (3-1), Thompson (3-2)      |
| Royal Antwerp FC             | Lierse SK        | 1 - 1 | Ristovich (1-0), Nedzipi (1-1)                                       |

| Résultats (▼dom., ►ext.)                                   | ANT | DEN | LIE | ROU |
| Royal Antwerp FC                                           |     | 0-2 | 1-1 | 1-3 |
| FCV Dender EH                                              | 1-2 |     | 1-1 | 3-2 |
| Lierse SK                                                  | 0-0 | 2-1 |     | 1-3 |
| KSV Roulers                                                | 4-2 | 0-0 | 1-0 |     |
| - Victoire à domicile - Match nul - Victoire à l'extérieur |     |     |     |     |

| Rang | Équipe           | Pts | J | G | N | P | Bp | Bc | Diff |
| ---- | ---------------- | --- | - | - | - | - | -- | -- | ---- |
| 1    | KSV Roulers      | 13  | 6 | 4 | 1 | 1 | 13 | 7  | +6   |
| 2    | FCV Dender EH    | 8   | 6 | 2 | 2 | 2 | 8  | 7  | +1   |
| 3    | Lierse SK        | 6   | 6 | 1 | 3 | 2 | 5  | 7  | -2   |
| 4    | Royal Antwerp FC | 5   | 6 | 1 | 2 | 3 | 6  | 11 | -5   |

|  | Place en D1 2009-2010: 1er           |
|  | Places en D2 2009-2010: 2e, 3e et 4e |

| Rang | Équipe           | Pts | J | G | N | P | Bp | Bc | Diff |
| ---- | ---------------- | --- | - | - | - | - | -- | -- | ---- |
| 1    | KSV Roulers      | 13  | 6 | 4 | 1 | 1 | 13 | 7  | +6   |
| 2    | FCV Dender EH    | 8   | 6 | 2 | 2 | 2 | 8  | 7  | +1   |
| 3    | Lierse SK        | 6   | 6 | 1 | 3 | 2 | 5  | 7  | -2   |
| 4    | Royal Antwerp FC | 5   | 6 | 1 | 2 | 3 | 6  | 11 | -5   |

|  | Place en D1 2009-2010: 1er           |
|  | Places en D2 2009-2010: 2e, 3e et 4e |